# 笹本睦
笹本 睦（ささもと まこと、1977年10月21日 - ）は、東京都出身のレスリング選手。2000年シドニーオリンピック、2004年アテネオリンピックレスリング男子グレコローマン級日本代表。向上高校、日本体育大学卒業。

## 経歴
全日本選手権で2000年から7連覇を果たすなど、この階級の男子第一人者であり、シドニーオリンピック、アテネオリンピックではともに入賞を果たした。
アテネオリンピック決勝トーナメント1回戦では、前大会王者のアルメン・ナザリャンを相手に不可解な判定負けを喫した。笹本の俵返しの際に、ナザリャンは手を笹本の足にかける反則を犯し、一度は主審が反則を取った。だが、後にチェアマンが一方的に判定を覆して、結局判定負けとなった。この判定に対し試合中にペットボトルがリングに投げ入れられ、試合後も会場中からブーイングが鳴りやまなかった。試合後、笹本は「（相手が）手、掛けてたじゃないですか！」と号泣しながら報道陣の前を通り過ぎて行った。日本レスリング協会が撮影したビデオには反則がはっきりと写っており、明らかな誤審であった。この結果を受け日本協会は国際レスリング連盟に抗議文を提出した。
2007年世界選手権で銀メダルを獲得し北京オリンピック代表に内定された。

## 主な戦績
- 2000年シドニーオリンピック　男子グレコローマン58kg級 - 8位
- 2004年アテネオリンピック　男子グレコローマン60kg級 - 5位
- 2007年世界選手権　男子グレコローマン60キロ級 - 銀メダル